# Храм Троицы Живоначальной в Серебряниках
Храм Троицы Живоначальной в Серебряниках — приходской храм, принадлежащий к Покровскому благочинию Московской городской епархии Русской православной церкви. Находится по адресу Серебрянический переулок, дом 1а.

## История
Церковь получила своё название от места жительства мастеров находившегося здесь Денежного (Серебряного) двора, которых в Москве называли «серебряники». Точной даты возникновения храма на этом месте не известно, но, по некоторым данным, она существовала ещё до восшествия на престол Романовых. В письменных источниках за 1620 год церковь числится деревянной, а за 1657-й — уже каменной. В данных за 1722 год упоминается придел во имя Казанской иконы Божией Матери. В 1750 году был построен второй придел во имя Василия Великого. С 1764 по 1768 годы Афанасий Гончаров, усадьба которого находилась рядом с храмом, возвёл колокольню. Некоторые исследователи полагают, что проект колокольни принадлежит Карлу Бланку. В 1781 году храм полностью перестроен, от старого каменного храма остался только подклет и частично стены, колокольня перенесена ближе к Яузской улице. Деньги на перестройку церкви пожертвовала купчиха Татьяна Суровщикова. В 1890 году трапезная расширена архитектором Вячеславом Жигардловичем.
Храм закрыт после 1917 года. В 1930-х годах позолоченные купола и кресты храма были содраны. Сначала в здании расположили жилые помещения, а потом переоборудовали его под склад. В 1959 году здание начали ремонтировать в связи с ожидаемым визитом в Москву президента США Эйзенхауэра. Но поскольку визит не состоялся, работы свернули в 1960 году, при этом леса вокруг здания простояли до 1965 года. Ещё одну попытку ремонта предприняли в 1977—1978 годах, без существенных результатов. В 1990 году в здании храма располагался склад студии «Диафильм».
Храм возвращён Русской православной церкви в 1993 году. Постоянные богослужения проводятся с 2001 года.

## Духовенство
- Протоиерей Геннадий Андриянов, настоятель с 1993 года по 26.02.2020 года. Указом патриарха Кирилла от 21 января 2020 года назначен почётным настоятелем Троицкого храма. Скончался 15 мая 2021 года[2].
- Протоиерей Георгий (Юрий) Докукин[3].
- Протоиерей Иоанн Сирота, настоятель с 27.02.2020 года[4].

## Святыни
- Иконы святителя Иоанна Сан-Францисского, мученицы Людмилы с мощами этих святых угодников Божиих[5].